# Paradox van Galilei
De paradox van Galilei is een demonstratie van een van de eigenschappen van oneindige verzamelingen.
In zijn laatste wetenschappelijk werk Discorsi e Dimostrazioni Matematiche, intorno a due nuove scienze deed Galileo Galilei ogenschijnlijk tegenstrijdige uitspraken over positieve gehele getallen. Ten eerste: sommige getallen zijn kwadraten, terwijl andere geen kwadraten zijn. Bijgevolg moeten er meer getallen zijn dan kwadraten en ook meer dan niet-kwadraten. Toch is er voor elk kwadraat exact één positief getal dat zijn vierkantswortel is, en voor elk getal is er exact één kwadraat. Bijgevolg kunnen er van de ene niet meer of minder zijn dan van de andere. Dat is met elkaar in tegenspraak.
Galileo besloot dat de begrippen minder dan, gelijk aan en groter dan van toepassing zijn op eindige verzamelingen, maar niet op oneindige verzamelingen.
In de 19e eeuw toonde Georg Cantor aan dat deze beperking niet nodig is. Het is mogelijk de grootte van oneindige verzamelingen op een betekenisvolle manier te vergelijken.